# Municipio de Richland (condado de Stafford)
El municipio de Richland (en inglés: Richland Township) es un municipio ubicado en el condado de Stafford en el estado estadounidense de Kansas. En el año 2010 tenía una población de 40 habitantes y una densidad poblacional de 0,43 personas por km².

## Geografía
El municipio de Richland se encuentra ubicado en las coordenadas 37°57′23″N 98°51′28″O / 37.95639, -98.85778. Según la Oficina del Censo de los Estados Unidos, el municipio tiene una superficie total de 93.71 km², de la cual 93,71 km² corresponden a tierra firme y (0 %) 0 km² es agua.

## Demografía
Según el censo de 2010, había 40 personas residiendo en el municipio de Richland. La densidad de población era de 0,43 hab./km². De los 40 habitantes, el municipio de Richland estaba compuesto por el 87,5 % blancos, el 12,5 % eran amerindios. Del total de la población el 0 % eran hispanos o latinos de cualquier raza.